# Руски споменик у Алексинцу
Руски споменик у Алексинцу је спомен обележје руским добровољцима у Српско-турским ратовима (1876—1878)  у градском парку Брђанка. Подигнут је 8. (20) новембра 1880. године, у средишту ондашње тешке борбе, у редуту (шанцу) број 4 који је носио име „Алексиначки редут”.

## Опис споменика
Споменик је подигнут по пројекту инжињера Франтишек (Фран) Хајнрих Вишека (1828—1896), Чеха који је дошавши у Србију 1878. године, примио православну веру 1891. године, када је добио ново име Радован. Подигнут је од камена са Озрена поред алексиначке бање, висине 12 метара, на врху украшен крстовима од белог мермера са све четири стране, а при дну на соклу утврђене су четири мермерне плоче са натписима на српском и руском језику. На мермерним плочама на соклу налази се следећи текст и то на источној на српском, а на западној на руском језику: Споменик у борбама изгинулим руским добровољцима који 1876. године дођоше у помоћ Србима за време неједнаке борбе њихове са турском царевином. Од ове љубави нико веће нема да ко душу своју положи за пријатеље своје.
На мермерним плочама на соклу на јужној на српском, а на северној страни на руском налази се следећи текст: Подигнут од њихових земљака 1880. године